# (10958) Mont Blanc
(10958) Mont Blanc (6188 P-L) – planetoida z pasa głównego asteroid okrążająca Słońce w ciągu 3,34 lat w średniej odległości 2,23 j.a. Odkryta 24 września 1960 roku.